# Giovanni Antonio Scopoli
Giovanni Antonio Scopoli (3 de junio de 1723-8 de mayo de 1788) fue un médico y naturalista ítalo-austríaco, tirolés.

## Biografía
Scopoli nació en Cavalese, en el Val di Fiemme; su padre era un abogado. Obtuvo el doctorado en medicina en la Universidad de Innsbruck, ejerció la profesión médica en Cavalese y después en Venecia. En este periodo comenzó a coleccionar plantas e insectos de la zona de los Alpes.
Durante dos años fue el secretario particular del Conde de Seckan y después ejerce como médico de los mineros en Idrija, un pequeño pueblo de Eslovenia, permaneciendo aquí por un periodo de siete años.
En 1761 publicó De Hydroargyro Idriensi Tentamina, que trataba sobre los síntomas debidos al envenenamiento por el mercurio causado en el trabajo en la minería.
Scopoli dedica mucho de su tiempo al estudio de la Naturaleza local, publicando en el 1760 la Flora Carniolica, una importante obra de entomología.

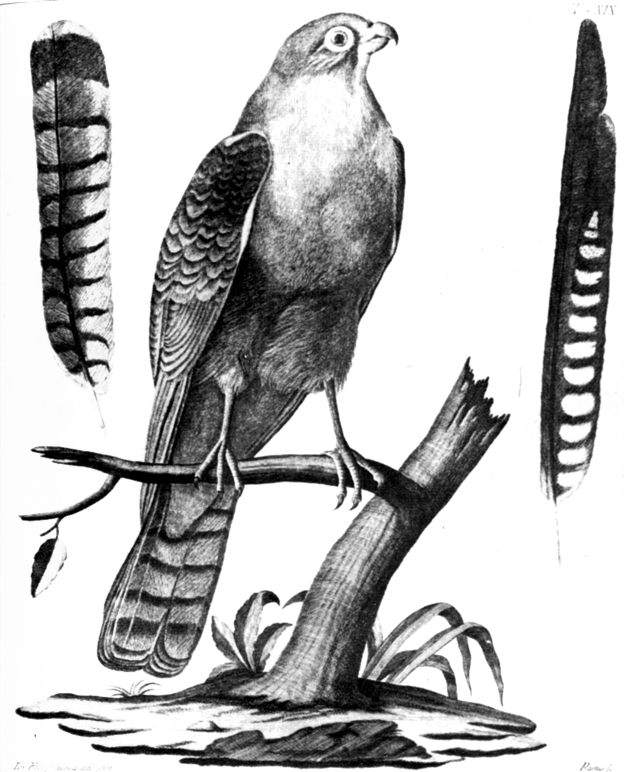
Ilustración procedente de Deliciae Flora et Fauna Insubricae.

Otra de sus obras fue Anni Histórico-Naturales (1769-72), en la cual se incluyen descripciones de nuevas especies de pájaros procedentes de diversas colecciones.
En 1769, Scopoli se establece en Chemnitz como profesor encargado de la Academia de minería, y en el 1777, se traslada a la Universidad de Pavía. Su último trabajo fue Deliciae Flora et Fauna Insubricae (1786-88), en el que se incluyen los nombres científicos de los pájaros y de los mamíferos descritos por Pierre Sonnerat en sus apuntes de viaje.

## Obra
- De affectibus animi dissertatio physico-medica. Trient 1753

- Methodus plantarum 1754

- Flora Carniolica Scopoli, Antonio. 1760

- De Hydroargyro Idriensi Tentamina Scopoli, Antonio. 1761

- Tentamina physico-chymico-medica 1761

- Entomologia Carniolica Viienna: Trattner. 1763- una obra mayor sobre entomología conteniendo muchas descripciones de nuevas especies

- Annus I–V historico-naturalis. Hilscher, Leipzig 1768–72. (Enthält Erstbeschreibungen von Tierarten für heute noch gültige wissenschaftliche Namen)

- Einleitung zur Kenntniß und Gebrauch der Foßilien. Für die Studirenden. Verlag Johann Friedrich Hartknochs, Riga und Mietau 1769. (eine frühe Systematik der Minerale und Gesteine)

- Joh. Ant. Scopoli der Arzneywissenschaft Doktors, Ihro ... Majest. Cameralphysici in der Bergstadt Idria ... Einleitung zur Kenntniß und Gebrauch der Foßilien, Hartknoch4031 Göttingen : Niedersächsische Staats- und UniversitätsbibliothekRiga (1769). En alemán. Tesis doctoral.
- Bemerkungen aus der Naturgeschichte. Leipzig 1770
- Abhandlung vom Kohlenbrennen. Viena 1771
- De Hydrargyro Idriensi tentamina physico-chymico-medica. Jena, Leipzig 1771
- Preis-Schrift über die Frage von den Ursachen des Mangels an Dünger in Görtz und Gradiska. Viena 1771

- Anni Histórico-Naturales Scopoli, Antonio. 1769-1772

- Dissertationes ad scientiam naturalem pertinentes. Gerle, Praga 1772

- Principia mineralogiæ systematicæ et practicæ succincte exhibentia structuram telluris. Gerle, Praga 1772

- Flora Carniolica exhibens plantas Carnioliae indigenas et distributas in classes, genera, species, varietates, ordine Linnaeano 1772. Segunda edición revisada de la primera descripción elaborada de la flora de Krain, Austria, hecha cuando Scopoli vivió en Idrija. Tiene 66 planchas grabadas por J.F. Rein luego de los dibujos originales por Scopoli. La primera edición no ilustrada de 1760 de 600 pp. no riene los nombres binarios de las especies, esta edición ya tiene nombres binariosy escrita en la tradición linneana

- Crystallographia Hungarica. Gerle, Praga 1776

- Introductio ad historiam naturalem, sistens genera lapidum, plantarum et animalium hactenus detecta, caracteribus essentialibus donata, in tribus divisa, subinde ad leges naturae. Praga. 1777 – obra maestra de Historia natural describiendo géneros y especies mundiales

- Fundamenta chemicae praelectionibus publicis accomodata. Gerle, Praga 1777

- Introductio ad historiam naturalem. Gerle, Praga 1777

- Principi di mineralogia. Venedig 1778

- Fundamenta Botanica Praelectionibus publicis accomodata. Papiae, S. Salvatoris (1783)- Un clásico botánico con diez planchas grabadas y cada una con diez a dieciséis exactas ilustraciones

- Con Pierre Joseph Macquer, - Dizionario di chimica del Sig. Pietro Giuseppe Macquer…Tradotto dal francese e corredato di note e di nuovi articoli... Pavia: impresa en el Monasterio de San Salvatore por G. Bianchi (1783-84) - El químico Joseph Macquer y su "Dictionnaire de chymie", el primer diccionario de química teórica y general, escrita afectando su reputación, por lo que Macquer lo publica anónimamente en 1766. Su profundo suceso promovió la preparación de una revisada segunda edición (1778). Y luego Scopoli tradujo y lo aumentó extensamente. La segunda edición de la obrac traducida, sin posteriores adiciones se publica en Venecia en 1784-85

- Anfangsgründe der Metallurgie. Moeßle, Schwan & Götz, Viena, Mannheim 1786–89

- Deliciae Flora et Fauna Insubricae Scopoli, Antonio. 1786-1788

- Elementi di chimica e di farmacia. Pavia 1786

- Physikalisch-chemische Abhandlung vom Idrianischen Quecksilber und Vitriol. Lindauer, Múnich 1786

- Abhandlung von den Bienen und ihrer Pflege. Viena 1787 (Übersetzt von Karl Meidinger)

- Rudimenta metallurgiae 1789

## Honores

### Eponimia
- Alcaloides: escopolamina

Género
- (Bixaceae) Scopolia Lam.[1]

- (Brassicaceae) Scopolia Adans.[2]

- (Griseliniaceae) Scopolia J.R.Forst. & G.Forst.[3]

- (Rutaceae) Scopolia Sm.[4]

- (Solanaceae) Scopolia Jacq.[5]

- (Thymelaeaceae) Scopolia L.f.[6]

## Abreviatura (zoología)
La abreviatura Scopoli  se emplea para indicar a Giovanni Antonio Scopoli como autoridad en la descripción y taxonomía en zoología.